# Robert Levol
Robert Levol, né le 26 octobre 1909 à Dormans (Marne) et mort le 7 août 1989 à Fontenay-lès-Briis (Essonne), est un homme politique français.

## Biographie
Membre du Parti communiste français, il est député des Hauts-de-Seine (1967-1968) et maire du Plessis-Robinson de 1945 à 1953, et de 1956 à 1972,.

## Détail des fonctions et des mandats
Mandat parlementaire
- 12 mars 1967 - 30 mai 1968 : Député de la 12e circonscription des Hauts-de-Seine